# Web de superfície
La Web de superfície (també anomenada Web Visible, Web Indexada, Web Indexable o Lightnet, i en anglès Surface Web) és la part de la World Wide Web que és fàcilment disponible per al públic en general i es pot cercar amb motors de cerca web estàndard. És el contrari de la web profunda, la part de la web no indexada pels cercadors web.
La Web de superfície inclou només un 10 per cent de la informació que hi ha a Internet, i consisteix en una recol·lecció de pàgines web públiques en un servidor accessible per qualsevol motor de cerca.
Malgrat representar un percentatge petit del total a Internet, segons una font, a mitjans de l'any 2015 l'índex de la web de superfície indexada per Google contia uns 14.800 milions de pàgines.